# Gustavo Fernández (tenista)
Gustavo Fernández (Río Tercero, 20 de enero de 1994) es un tenista en silla de ruedas argentino. Fue campeón del Torneo de Roland Garros en 2016 y 2019, además del Abierto de Australia en 2017 y 2019 y del Campeonato de Wimbledon en 2019. Alcanzó el primer puesto en el ranking mundial individual en julio de 2017, como mejor colocación histórica. En lo Juegos Paralímpicos de Río de Janeiro 2016, Fernández fue elegido abanderado de la delegación argentina en la ceremonia de inauguración. En 2010 y nuevamente en 2020 recibió el Premio Konex - Diploma al Mérito por su carrera deportiva en la última década.

## Biografía
Es hijo de Gustavo Ismael Fernández, jugador de básquet que se destacó en la Liga Nacional de Básquet argentina y hermano de Juan Manuel Fernández. Con apenas un año y medio, sufrió un infarto medular que lo dejó paralítico de la cintura para abajo. Juega al tenis desde los 6 años y a los 12 comenzó su carrera cuando se inscribió en la Asociación Argentina de Tenis para ser jugador junior. Lleva más de 10 años con el mismo entrenador, Fernando San Martín.[cita requerida]

## Grand Slam

### Individual

#### Títulos (5)
| Año  | Torneo               | Oponente       | Resultado     |
| 2016 | Roland Garros        | Gordon Reid    | 7-6(7-4), 6-1 |
| 2017 | Abierto de Australia | Nicolas Peifer | 3-6, 6-2, 6-0 |
| 2019 | Abierto de Australia | Stefan Olsson  | 7-5, 6-3      |
| 2019 | Roland Garros        | Gordon Reid    | 6-3, 6-1      |
| 2019 | Wimbledon            | Shingo Kunieda | 4-6, 6-3, 6-2 |

#### Finales (8)
| Año  | Torneo               | Oponente       | Resultado           |
| 2014 | Abierto de Australia | Shingo Kunieda | 0-6, 1-6            |
| 2014 | Abierto de EE. UU.   | Shingo Kunieda | 6-7(0-7), 4-6       |
| 2017 | Roland Garros        | Alfie Hewett   | 6-0, 6-7(9-11), 2-6 |
| 2017 | Wimbledon            | Stefan Olsson  | 5-7, 6-3, 5-7       |
| 2018 | Roland Garros        | Shingo Kunieda | 6-7(5-7), 0-6       |
| 2018 | Wimbledon            | Stefan Olsson  | 2-6, 6-0, 3-6       |
| 2022 | Roland Garros        | Shingo Kunieda | 2-6, 7-5, 5-7       |
| 2024 | Roland Garros        | Tokito Oda     | 5-7, 3-6            |

### Dobles

#### Títulos (3)
| Año  | Torneo        | Pareja         | Oponentes                      | Resultado        |
| 2015 | Wimbledon     | Nicolas Peifer | Michaël Jeremiasz Gordon Reid  | 7-5, 5-7, 6-2    |
| 2019 | Roland Garros | Shingo Kunieda | Stéphane Houdet Nicolas Peifer | 2-6, 6-2, [10-8] |
| 2022 | Wimbledon     | Shingo Kunieda | Alfie Hewett Gordon Reid       | 6-3, 6-1         |

#### Finales (11)
| Año  | Torneo               | Pareja              | Oponentes                          | Resultado             |
| 2013 | Abierto de EE. UU.   | Joachim Gerard      | Michaël Jeremiasz Maikel Scheffers | 0-6, 6-4, 3-6         |
| 2014 | Roland Garros        | Nicolas Peifer      | Joachim Gerard Stéphane Houdet     | 6-4, 3-6, [9-11]      |
| 2015 | Abierto de Australia | Gordon Reid         | Stéphane Houdet Shingo Kunieda     | 2-6, 1-6              |
| 2015 | Roland Garros        | Nicolas Peifer      | Shingo Kunieda Gordon Reid         | 1-6, 6-7(1-7)         |
| 2017 | Abierto de Australia | Alfie Hewett        | Joachim Gerard Gordon Reid         | 3-6, 6-3, [3-10]      |
| 2019 | Abierto de EE. UU.   | Shingo Kunieda      | Alfie Hewett Gordon Reid           | 6-1, 4-6, [9-11]      |
| 2020 | Roland Garros        | Shingo Kunieda      | Alfie Hewett Gordon Reid           | 6-7(5-7), 6-1, [3-10] |
| 2021 | Abierto de EE. UU.   | Shingo Kunieda      | Alfie Hewett Gordon Reid           | 2-6, 1-6              |
| 2022 | Abierto de Australia | Shingo Kunieda      | Alfie Hewett Gordon Reid           | 2-6, 6-4, [7-10]      |
| 2022 | Roland Garros        | Shingo Kunieda      | Alfie Hewett Gordon Reid           | 6-7(5-7), 6-7(5-7)    |
| 2023 | Roland Garros        | Martín de la Puente | Alfie Hewett Gordon Reid           | 6-7(5-7),5-7          |

## Títulos

### Campeón (27)
| Leyenda                              |
| Grand Slam (5)                       |
| ITF Master Series(0)                 |
| Juegos Paralímpicos (0)              |
| ITF 1 (8)                            |
| ITF 2 / Juegos Parapanamericanos (3) |
| ITF 3 (6)                            |

| N.º | Fecha                    | Torneo                          | Oponente en la final | Resultado     |
| --- | ------------------------ | ------------------------------- | -------------------- | ------------- |
| 1.  | 29 de abril de 2007      | Buenos Aires                    | Cristian Aranda      | 6-2, 6-4      |
| 2.  | 22 de abril de 2008      | Santiago                        | Cristian Aranda      | 6-3, 6-0      |
| 3.  | 23 de abril de 2009      | Santiago                        | Oscar Diaz           | 6-2, 6-3      |
| 4.  | 4 de abril de 2010       | Minas Gerais                    | Oscar Díaz           | 6-3, 6-0      |
| 5.  | 18 de abril de 2010      | Santiago                        | Daniel Rodrigues     | 7-5, 6-3      |
| 6.  | 15 de agosto de 2010     | Belo Horizonte                  | Carlos Santos        | 7-6, 6-2      |
| 7.  | 18 de noviembre de 2011  | Guadalajara (Parapanamericanos) | Agustín Ledesma      | 6-2, 6-2      |
| 8.  | 16 de mayo de 2012       | Fukuoka                         | Stephane Houdet      | 6-3, 6-3      |
| 9.  | 23 de mayo de 2012       | Busan                           | Gordon Reid          | 6-2, 6-0      |
| 10. | 9 de junio de 2012       | Deagu                           | Takashi Sanada       | 7-5, 7-6      |
| 11. | 25 de agosto de 2012     | Turín                           | Joachim Gerard       | 6-7, 6-2, 6-3 |
| 12. | 17 de marzo de 2013      | Pensacola                       | Stephane Houdet      | 6-3, 6-3      |
| 13. | 24 de marzo de 2013      | Baton Rouge                     | Nicolas Peifer       | 6-2, 3-6, 6-4 |
| 14. | 16 de junio de 2013      | Girona                          | Joachim Gerard       | 6-3, 6-3      |
| 15. | 14 de julio de 2013      | Ginebra                         | Gordon Reid          | 6-4, 6-4      |
| 16. | 27 de julio de 2013      | Jambes                          | Joachim Gerard       | 6-1, 6-3      |
| 17. | 15 de junio de 2014      | Girona                          | David Phillipson     | 6-3, 6-1      |
| 18. | 26 de julio de 2014      | Jambes                          | Joachim Gerard       | 6-3, 6-3      |
| 19. | 14 de febrero de 2015    | Róterdam                        | Joachim Gerard       | 6-0, 3-6, 6-1 |
| 20. | 5 de julio de 2015       | Madrid                          | Martín de la Puente  | 6-3, 6-1      |
| 21. | 14 de agosto de 2015     | Toronto (Parapanamericanos)     | John Rydberg         | 6-1, 6-2      |
| 22. | 13 de marzo de 2016      | Pensacola                       | Gordon Reid          | 6-3, 6-4      |
| 23. | 4 de junio de 2016       | Roland Garros                   | Gordon Reid          | 7-6, 6-1      |
| 24. | 26 de julio de 2016      | Jambes                          | Joachim Gerard       | 6-4, 7-5      |
| 25. | 21 de enero de 2017      | Melbourne                       | Gordon Reid          | 7-6, 6-1      |
| 26. | 28 de enero de 2017      | Abierto de Australia            | Nicolas Peifer       | 3-2, 6-2, 6-0 |
| 27. | 27 de marzo de 2017      | Seúl                            | Abu Samah Borhan     | 6-1, 6-1      |
| 28. | 18 de junio de 2017      | Ile de Re                       | Nicolas Peifer       | 6-4, 4-6, 6-4 |
| 29. | 25 de junio de 2017      | París                           | Gordon Reid          | 6-2, 6-2      |
| 30. | 30 de julio de 2017      | Jambes                          | Nicolas Peifer       | 7-5, 7-5      |
| 31. | 6 de agosto de 2017      | Nottingham                      | Shingo Kunieda       | 6-2, 0-6, 7-5 |
| 32. | 20 de enero de 2018      | Melbourne                       | Stephane Houdet      | 1-6, 6-3, 6-3 |
| 33. | 17 de febrero de 2018    | Róterdam                        | Alfie Hewett         | 7-6, 7-6      |
| 34. | 10 de mayo de 2018       | Roma                            | Stephane Houdet      | 7-6, 6-0      |
| 35. | 24 de junio de 2018      | París                           | Joachim Gerard       | 4-6, 6-3, 6-4 |
| 36. | 29 de julio de 2018      | Jambes                          | Joachim Gerard       | 6-4, 6-3      |
| 37. | 26 de enero de 2019      | Abierto de Australia            | Stefan Olsson        | 7-5, 6-3      |
| 38. | 10 de mayo de 2019       | Roma                            | Stephane Houdet      | 7-5, 6-2      |
| 39. | 8 de junio de 2019       | Roland Garros                   | Gordon Reid          | 6-1, 6-3      |
| 40. | 16 de junio de 2019      | París                           | Shingo Kunieda       | 6-3, 6-2      |
| 41. | 14 de julio de 2019      | Wimbledon                       | Shingo Kunieda       | 4-6, 6-3, 6-2 |
| 42. | 30 de agosto de 2019     | Lima (Parapanamericanos)        | Agustín Ledesma      | 6-1, 6-1      |
| 43. | 20 de septiembre de 2020 | Ile de Re                       | Nicolas Peifer       | 6-1, 6-2      |

## Clasificación histórica

### Individual
| Torneo               | 2013         | 2014         | 2015         | 2016 | 2017 | 2018 | 2019 | 2020 | 2021 | 2022 | 2023 | 2024 | G-P   | Títulos |
| -------------------- | ------------ | ------------ | ------------ | ---- | ---- | ---- | ---- | ---- | ---- | ---- | ---- | ---- | ----- | ------- |
| Abierto de Australia | CF           | F            | SF           | SF   | G    | CF   | G    | CF   | CF   | CF   | SF   | A    | 12-9  | 2       |
| Roland Garros        | CF           | SF           | CF           | G    | F    | F    | G    | SF   | SF   | F    | SF   | F    | 20-10 | 2       |
| Wimbledon            | No Celebrado | No Celebrado | No Celebrado | CF   | F    | F    | G    | NC   | SF   | SF   | CF   |      | 9-6   | 1       |
| Abierto de EE.UU.    | CF           | F            | CF           | NC   | SF   | SF   | SF   | SF   | SF   | 1R   | SF   |      | 10-9  | 0       |
| Total                | 0-3          | 5-3          | 1-3          | 4-2  | 8-3  | 5-4  | 10-1 | 2-3  | 3-4  | 4-4  | 6-4  | 3-1  | 51-34 | 5       |

### Dobles
| Torneo               | 2013 | 2014 | 2015 | 2016 | 2017 | 2018 | 2019 | 2020 | 2021 | 2022 | 2023 | 2024 | G-P   | Títulos |
| -------------------- | ---- | ---- | ---- | ---- | ---- | ---- | ---- | ---- | ---- | ---- | ---- | ---- | ----- | ------- |
| Abierto de Australia | SF   | SF   | F    | SF   | F    | SF   | SF   | SF   | SF   | F    | CF   | A    | 3-11  | 0       |
| Roland Garros        | SF   | F    | F    | SF   | SF   | SF   | G    | F    | SF   | F    | F    | SF   | 10-11 | 1       |
| Wimbledon            | A    | A    | G    | SF   | SF   | SF   | SF   | NC   | SF   | G    | SF   |      | 5-6   | 2       |
| Abierto de EE.UU.    | F    | SF   | SF   | NC   | SF   | SF   | F    | SF   | F    | CF   | CF   |      | 3-10  | 0       |
| Total                | 1-3  | 1-3  | 4-3  | 0-3  | 1-4  | 0-4  | 3-3  | 1-3  | 1-4  | 5-3  | 3-4  | 2-1  | 22-38 | 3       |